# 三輪田勝利
三輪田 勝利（みわた かつとし，1945年7月11日—1998年11月27日）出身自愛知縣，前職棒選手，守備位置投手，球員時期曾效力於阪急勇士隊（今歐力士野牛），現役引退後曾任阪急勇士、歐力士勇士、歐力士藍浪（皆為今歐力士野牛隊）球探、阪急勇士隊二軍投手教練，歐力士藍浪隊（今歐力士野牛隊）球團編成部長。

## 生平
- 高中時代表中京商業高等學校（今中京大學附屬中京高等學校）於1963年參加夏季甲子園（日语：第45回全国高等学校野球選手権大会）球賽
- 大學時就讀早稻田大學，十分活躍，大學棒球生涯共計23勝
- 1967年，獲得近鐵野牛隊第一指名，但拒絕加盟並加入大昭和製紙社會人球隊。
- 1969年，獲得阪急勇士隊第一指名，並完成加盟。
- 1971年，日本職棒二軍西方聯盟勝投王
- 1973年，現役引退，轉任球探
- 1978年，就任阪急勇士隊二軍投手教練
- 1981年，解除二軍投手教練職務，回任球探
- 1997年，就任球團編成部長
- 1998年11月27日，於沖繩縣那霸市內墜樓，送醫不治，享年五十三歲。那霸警方推判有自殺的可能性，但不確定是否為自殺。

## 特殊事跡
- 鈴木一朗、山口和男（日语：山口和男_(野球)）皆為其發掘及提攜之人物。
- 因為在那霸身亡的時間離親赴新垣家訪談的相當近，因此被懷疑和親赴新垣渚於那霸的住處談加盟條件時被拒絕一事有關，故亦被稱「新垣渚事件」。
- 鈴木一朗於三輪田身故後，仍會抽空親赴三輪田家探視三輪田勝利的家屬。

## 相關
- 新垣渚
- 鈴木一朗
- 仰木彬
- 歐力士野牛
- 太平洋聯盟